# Comune di Sydthy
Il comune di Sydthy, fino al 1º gennaio 2007 è stato un comune danese situato nella contea di Viborg, il comune aveva una popolazione di 11 239 abitanti (2005) e una superficie di 322 km². Capoluogo era la cittadina di Hurup.
Dal 1º gennaio 2007, con l'entrata in vigore della riforma amministrativa, il comune è stato soppresso e accorpato ai comuni di Thisted e Hanstholm per dare luogo al rinnovato comune di Thisted compreso nella regione dello Jutland Settentrionale (Nordjylland).